# W3XK
W3XK es considerada ampliamente como la estación de televisión más antigua de los Estados Unidos. Fue operada por Charles Jenkins de Charles Jenkins Laboratories desde el 2 de julio de 1928 hasta 1934. Se cree que fue la primera estación en transmitir al público en general. (Tenga en cuenta, sin embargo, que en enero de 1928, GE comenzó a transmitir como 2XB - más tarde W2XB - en 790 kHz utilizando un estándar mecánico de 24 líneas). La frecuencia de la estación comenzó en 1605 kc., pero se movió a 6420 kc. (6,42 Mc.), y finalmente se movió a la banda 2.-2.1 Mc. Transmitió desde Wheaton, Maryland (justo en las afueras de Washington D. C.), con una resolución de solo 48 líneas. La forma de ver la televisión en ese momento era mediante televisión electromecánica, y esta estación operaba de esa manera.